# Isiolo (distrikt)
Isiolo är ett av Kenyas 71 administrativa distrikt, och ligger i provinsen Östprovinsen. År 1999 hade distriktet 100 861 invånare. Huvudorten är Isiolo.